# Vertex Pharmaceuticals
Vertex Pharmaceuticals, Inc est un laboratoire de biotechnologie international, n°1 mondial des thérapies cellulaires, avec des traitements disponibles notamment dans la mucoviscidose et la drépanocytose. Fondé en 1989 à Cambridge, dans le Massachussetts, aux États-Unis, le siège social monde de Vertex se trouve aujourd’hui dans l’Innovation District de Boston. Son siège international est basé à Londres. Le laboratoire possède des centres de recherche et de développement et des filiales opérationnelles aux États-Unis, en Europe, au Canada, en Australie et en Amérique Latine.

## Histoire
Vertex a été fondé en 1989 par le Dr Joshua Borger et Kevin J. Kinsella, la même année que la découverte du gène et de la protéine CFTR (Cystic Fibrosis Transmembrane conductance Regulator) responsables de la mucoviscidose. Les deux hommes privilégient une approche différente dans le développement des thérapies : il ne s’agit plus simplement de s’intéresser à la découverte de principes actifs chimiques capables de guérir une pathologie ou d’atténuer ses symptômes mais de trouver de nouveaux médicaments sur la base de la connaissance d’une cible biologique.[réf. nécessaire]
Les débuts du laboratoire ont été décrits par Barry Werth dans son livre The Billion-Dollar Molecule, publié en 1994 et sont développés dans son livre de 2014, The Antidote : Inside the World New Pharma.
En 2001, Vertex Pharmaceuticals acquiert la société de biotechnologie Aurora Biosciences située à San Diego (Californie) après avoir noué en 2000 un partenariat sur cinq ans avec la Cystic Fibrosis Foundation pour développer des médicaments candidats pour soigner la mucoviscidose. Ce partenariat est poursuivi et développé par Vertex Pharmaceuticals au cours de ces vingt dernières années.
En 2009, l'entreprise compte environ 1 800 employés, dont 1 200 dans la région de Boston. En 2020, elle compte 3 500 employés.
Depuis fin 2011, Vertex se classe parmi les 15 entreprises les plus performantes du Standard & Poor's 500. En janvier 2014, Vertex a achevé son déménagement de Cambridge (Massachusetts) à Boston (Massachusetts) et s'est installé dans un nouveau complexe situé sur le front de mer de Boston Sud, où travaillent 1 200 employés.
En juin 2019, Vertex rachète Exonics Therapeutics pour un milliard de dollars et annonce en parallèle collaborer avec CRISPR Therapeutics, pour stimuler le développement de traitements contre la myopathie de Duchenne et la dystrophie myotonique de type 1,. Vertex et CRISPR Therapeutics étaient déjà en collaboration depuis 2015 pour des projets de recherche notamment dans des maladies du sang.
En septembre 2019, le laboratoire rachète Semma Therapeutics, une biotech américaine spécialisée dans le traitement du diabète de type 1, pour 950 millions de dollars. Ce rapprochement a pour vocation de développer le dispositif implantable mis au point par Semma Therapeutics, à base de cellules bêta de remplacement laissant passer le glucose et l'insuline, mais empêchant les cellules immunitaires d'entrer.
Le 1er avril 2020, Reshma Kewalramani, jusqu’alors Directrice médicale, devient Directrice générale de Vertex Pharmaceuticals. Elle remplace Jeffrey Leiden, qui était CEO de Vertex de 2012 à 2020 et devient Président exécutif jusqu'en avril 2024.

## Activités

### Engagement dans la mucoviscidose
La découverte en 1989 du gène CFTR (Cystic Fibrosis Transmembrane Conductance Regulator) constitue un tournant dans la compréhension de la maladie. Ce gène code la protéine CFTR qui s’exprime dans les tissus épithéliaux de nombreux organes. Le rôle de cette protéine est d’excréter les ions chlorure hors de la cellule.
Chez les personnes atteintes de mucoviscidose, la fonction de la protéine CFTR est altérée. En conséquence, les ions chlorure sont retenus à l’intérieur de la cellule, ce qui entraîne une moindre hydratation du mucus qui recouvre les cellules, et donc une plus grande viscosité – phénomène dont la mucoviscidose tire son nom. D’où la salinité accrue de la transpiration, observée de longue date.
Plus de 2 000 altérations du gène CFTR ont été rapportées par la littérature scientifique.
Selon le registre français de la mucoviscidose, 82,4 % des patients sont porteurs de la mutation F508del du gène CFTR, dont 41 % de manière homozygote (les deux copies du gène sont porteuses de F508del) et 41,4 % de manière hétérozygote (une seule copie est porteuse de cette mutation, l’autre portant une mutation différente).
Le Kaftrio développé par Vertex Pharmaceuticals agit directement sur la protéine CFTR et permet une vie presque normale aux malades qui souffrent de la mutation p.Phe508del du gène.
Plusieurs médecins se sont plaints du prix très élevé des médicaments destinés au traitement de la mucovicidose, mis sur le marché par la société Vertex, notamment le Kaftrio. Le montant d'un traitement annuel de ce médicament pour un patient atteint presque 200 000 euros par an en 2021. Des études estiment que le coût réel de production du médicament serait de 5 300 euros.

### Thérapies géniques
- En 2015, Vertex s'engage dans une collaboration de recherche avec CRISPR Therapeutics pour développer des thérapies d'édition génomique pour soigner les maladies génétiques[16]. En mai 2020, CTX001 reçoit la désignation de médicament orphelin de la Food and Drug Administration américaine pour la bêta-thalassémie dépendante des transfusions et de l'Agence européenne des médicaments pour la drépanocytose et la bêta-thalassémie dépendante des transfusions[17]. Ce traitement est commercialisé en Europe et aux Etats-Unis à partir de début 2024 sous le nom de Casgevy[18].
- En 2016, la société conclut une collaboration avec Moderna pour développer de nouvelles thérapies à base d'ARNm pour traiter la mucoviscidose ; Vertex a payé 20 millions de dollars à Moderna et fourni 20 millions de dollars supplémentaires. Vertex a également promis de verser jusqu'à 275 millions de dollars en paiements d'étape[19].
- En 2019, Vertex annonce une collaboration de recherche avec Arbor Biotechnologies pour découvrir de nouvelles protéines afin de faire progresser le développement de nouvelles thérapies d'édition génomique contre la mucoviscidose et quatre autres maladies[20].
- En 2024, Vertex Pharmaceuticals signe avec la société française TreeFrog Therapeutics un accord qui lui permet de produire des cellules souches pour le Diabète de type 1[21].
- Le portefeuille de produits de Vertex comprend des médicaments ciblant des maladies spécialisées comme la drépanocytose, la bêta-thalassémie, la dystrophie musculaire de Duchenne, le déficit en alpha-1-antitrypsine, la douleur et les maladies rénales à médiation APOL1[22].